# Ritteriella amboinensis
Ritteriella amboinensis är en ryggsträngsdjursart som först beskrevs av Carl Apstein 1904.  Ritteriella amboinensis ingår i släktet Ritteriella och familjen bandsalper. Inga underarter finns listade i Catalogue of Life.